# ジムカーナ
ジムカーナ（英語: gymkhana）とは、馬術およびモータースポーツにおける競技の一つ。
ジムカーナという語はヒンドゥスターニー語のジムカーナー（jimkhānā 、ヒンディー語: जिमख़ाना 、ウルドゥー語: جِمخانہ。字義は「球の家」）に由来し、元々はラケッツ（スカッシュに似た屋内球技）の競技場を表した。それが転じて「（技術を競う）競技会を行う場所」という意味になり、現在のインドではもっぱら体育館を表す。それがgymnastics（「体操・運動」）などの単語の影響を受けつつ英語に取り入れられ、イギリス英語で「馬術競技会」の意味となった（詳細はジムカーナ (馬術) を参照）。
さらに、英米を経由してもっぱら日本においては、モータースポーツの一種で駐車場などのさほど広くない敷地に、パイロンなどで極度にテクニカルなコース（四輪の場合、ターンのためにドリフト状態を使いこなす必要があるようなものが多い）を設定して行う競技を指すようになった「ジムカーナ (モータースポーツ) 」および自動二輪については、ジムカーナ (オートバイ) を参照）。また、ジムカーナはあまりにテクニカルであることから、パイロンなどを配置するという点では同様だが、比較すると広めの敷地において、比較するとサーキット走行に近い（レコードラインがすべてグリップ走行であるような）走り方の「オートクロス」や、バックや180度ターンなど徐行や停止などの正確さを競技に含む「オートテスト」なども盛んになりつつある。